# Bandiera della Serbia
La bandiera serba è uno dei tricolori panslavi. Consiste in tre fasce orizzontali uguali, rosso in alto, blu nel centro e bianco in basso. La bandiera ufficiale presenta la versione minore dello stemma della Serbia centrato verticalmente e spostato verso sinistra di 1/7 della lunghezza totale. Per l'uso pubblico è permesso l'uso della bandiera senza stemma nazionale.
L'attuale bandiera è stata adottata ufficialmente l'11 novembre 2010 con l'approvazione del parlamento nazionale. Essa è la versione ridisegnata, in base ai parametri dell'araldica serba, della bandiera del 1882 del Regno di Serbia, che è stata reintrodotta il 16 agosto 2004.
Le proporzioni della bandiera sono 2:3 (altezza/lunghezza), con i tre colori che occupano ciascuno un terzo dell'altezza. Le precedenti versioni ufficiali della bandiera (Repubblica Socialista di Serbia e la bandiera usata nel periodo 1991-2004) prevedevano una proporzione di 1:2.
I colori esatti utilizzati, iniziando dall'alto, sono:
| Sistema | Rosso (primario) | Rosso (scuro) | Blu         | Giallo     | Nero      | Bianco      |
| ------- | ---------------- | ------------- | ----------- | ---------- | --------- | ----------- |
| Pantone | 192C             | 704C          | 280C        | 123C       | 0         |             |
| CMYK    | 0-90-70-10       | 0-90-70-30    | 100-72-0-19 | 4-24-95-0  | 0-0-0-100 | 0-0-0-0     |
| RGB     | 198-54-60        | 161-45-46     | 12-64-118   | 237-185-46 | 33-35-30  | 255-255-255 |

## Storia
La bandiera presenta gli stessi colori di quella russa, ma disposti all'inverso. Nel periodo precedente alla prima rivolta serba (1804-1813), una delegazione serba si recò in Russia per ricevere aiuto. La Russia garantì l'aiuto richiesto e le autorità serbe vollero mostrare la loro gratitudine chiedendo di poter utilizzare la bandiera russa come bandiera militare durante le battaglie. Ci sono due descrizioni degli eventi successivi: una sostiene che i russi approvarono la richiesta, ma che i delegati, una volta tornati in patria dimenticarono l'ordine dei colori; secondo l'altra versione invece la richiesta venne respinta e i Serbi decisero allora di utilizzare i colori in senso inverso per fare un dispetto ai russi. Il colore rosso simboleggia il sangue che il popolo serbo ha versato per la patria e vi è anche un implicito riferimento alla battaglia di Kosovo Polje.
Il colore blu simboleggia il cielo e il mare (va ricordato che fino al 2006 la Serbia disponeva di uno sbocco sull'Adriatico, perso dopo la proclamazione d'indipendenza del Montenegro).
Il colore bianco invece rappresenta l'innocenza.

## Adattamenti
Una precedente versione della bandiera montenegrina era simile al modello serbo, ma con un'altra tonalità di blu e diverse misure interne.
La Republika Srpska (parte della Bosnia ed Erzegovina) adotta la stessa bandiera, ma senza lo stemma nazionale.
La Chiesa ortodossa serba utilizza la bandiera serba e con una proporzione di 1:4 con impressa la croce serba.

## Bandiere precedenti

Regno di Serbia, 1217-1346
Impero serbo, 1346-1371
Principato di Serbia, 1835-1882
Regno di Serbia, 1882-1918
Serbia durante l'occupazione nazista, 1941-1944
Repubblica Socialista di Serbia (parte della Jugoslavia, 1945-1992)
Repubblica di Serbia, 1992-2004
Serbia, 2004-2010